# Alibaba a 40 krátkych songov 2
Alibaba a 40 krátkych songov 2 je album slovenské hudební skupiny Horkýže Slíže z roku 2021. Navazuje na album Alibaba a 40 krátkych songov z roku 2003.

## Seznam skladeb
1. Parkoviště
2. Degustácia
3. Mercedes
4. Nespokojné kapely
5. Tribula
6. Tandem pilot
7. Si skončil
8. 11:10 PM
9. Artista
10. Krokodíl
11. Webstránka
12. Butabuta
13. Rudo
14. Ty vieš, že sa chovám tak, jak sa chovám
15. Fucking porn
16. Hu hu hu húúú
17. Teambuilding
18. Horror 2
19. Elektrikár
20. Postoj
21. Krátka
22. Tribula 2
23. Influencer
24. Ušný maz
25. Ako každý piatok
26. Vo svite luny
27. Strašidelná žena
28. Načo je to dobré?
29. Smrteľný jed
30. Kumšt
31. Na Oravskom hrade
32. Klávesák
33. Začiatok romantického filmu
34. Nebolo to zlé - konkurz
35. Major Zeman
36. Merkúr
37. Reštika
38. Hendrix
39. Rampa
40. V starom miestnom nonstope